# Killah Man
Killah Man, nom artístic d'Adrián Rojas Guerrero (Terrassa, 9 d'agost de 1997), és un músic urbà i de reggae català. És considerat una de les veus més prometedores en l'escena internacional del reggae hispanòfon. El seu estil està clarament marcat per la reflexió i la introspecció en les seves lletres i la crítica social que hi concentra.
Va néixer al barri d'Ègara i va començar a compondre als onze anys, influït pel reggae i pel dancehall jamaicà. Era fan de Capleton i Bounty Killer. Més tard, als setze anys, va publicar cançons pròpies a YouTube, algunes de les quals es van viralitzar. Destaquen sobretot "En el Abismo", "Kill Them", a partir de la qual va fer una gira arreu d'Espanya, i "0822", juntament amb Lildami, que homenatja la ciutat natal d'ambdos. El juny del 2019, va ser entrevistat al programa Yu: No te pierdas nada d'Els 40 acompanyat de Joaquín Reyes i Sergio Bezos.
Forma part de la mateixa discogràfica que Kinky Bwoy. Pertany a La Cantera, un col·lectiu d'artistes urbans d'Espanya. Grava nous temes i prepara una gira per la península Ibèrica.

## Discografia

### Senzills
- ¿Y Qué? (2018)
- Babilon Babilonia (2018)
- My Sound (2018)
- Cuestión de Suerte (2018)
- Problemas (2018)
- Ganjah Smoka (2018)
- Silence Pls (2018)
- Number 1 (2018)
- Todo el Mundo igual (2018)
- Colores de un Tucán (2018)
- Don't Shoot Your Gun (2018)
- Fallos del Ayer (2018)
- Raggafighter (2018)
- No Valoran Na' (2019)
- Buscando una Señal (2019)
- Independent Gyal (2019) amb NOITE
- En Lo Más Oscuro (2019) amb XEFF, SWIT EME i Garolo
- Invictos (2019) amb XEFF i SDLH
- Kill Them (2019) amb Calero LDN, SWIT EME, XEFF
- Gritando Mayday (2019) amb XEFF
- Bombay (2019) amb Crie 930 i Clas
- Hablando de Amor (2019) amb Droow
- Nada de Cocaína (2019)
- Paso de Penas (2019)
- El camino (2019) amb Hard GZ i Lupita's Friends
- Inicios (2019) amb Zaidbreak
- Warrior (2019)
- Un Día Más (2019)
- Per Tutti I Santi (2019) amb XEFF
- Otra Ronda (2020) amb Doctore i XEFF
- Tiempo (2020)
- Todo Cambia (2020) amb XEFF
- Mi Religión (2020) amb Dualy
- Mystical Pum Pum (2020) amb Dualy
- Criando Cuervos (2020)
- En el Abismo (2020)
- En el Punto de Mira (2020)
- No Sé Qué Siento (2020)
- Secuelas (2020) amb AMBKOR
- A Fuego (2020) amb Lion Fiah i Aroxa
- Para los de Siempre (2021)
- Mejor Callado (2021)
- Letras de un Mercedario (2021)
- Modelo de Revista (2021)
- Mis Mierdas (2021)
- Entre sombras (2022)
- 0822 (2022) amb Lildami
- Tanto Que Hacer (2022)